# Герб Печор
Герб Печор Псковской области Российской Федерации.
Герб утверждён решением Собрания депутатов Печорского района № 10 от 31 августа 2004 года как герб Печорского района.
Герб внесён в Государственный геральдический регистр Российской Федерации под регистрационным номером 1510.
В 2021 году Печорский район получил свой собственный герб, отличный от города Печоры.

## Описание герба
«В серебряном поле на зелёной земле золотой холм с чёрным входом в пещеру; справа перед холмом — зелёное молодое дерево».
Герб может воспроизводиться в двух равнодопустимых версиях: без вольной части; с левой вольной частью — четырёхугольником, примыкающим изнутри к левому верхнему краю герба муниципального образования «Печорский район» с воспроизведёнными в нём фигурами герба Псковской области. Версия герба с вольной частью применяется после внесения герба Псковской области в Государственный геральдический регистр Российской Федерации и соответствующего законодательного закрепления порядка включения в гербы муниципальных образований Псковской области вольной части с изображением герба Псковской области.

## Обоснование символики
Обоснование символики герба муниципального образования Печорского района и города Печоры.
За основу герба муниципального образования «Печорский район» взят исторический герб Пригорода Печоры Псковской губернии Псковского Наместничества, Высочайше утверждённый 29 декабря 1782 года, подлинное описание которого гласит: «Въ 1-й части щита, гербъ Псковскій. Во 2-й части щита, въ серебряномъ полъ, изъ камня, называемаго печера, изображена гора, въ которой видна пещера, каковая дъйствительно и существуетъ».
Своё название город Печоры получил от исконно русского слова печора или «пещера», поскольку первоначально возник как обитель отшельников, живших в выкопанных ими пещерах, что и показано в гербе чёрной пещерой, делая герб «гласным».
В XV в. на «пещерах» основан православный Печерский монастырь, позже известен как Псковско-Печорский монастырь, а выросшее при нём селение, позже — посад, стало называться Печеры. Посад и монастырь были важным стратегическим пунктом на западной границе Русского государства, что и показано в гербе главной фигурой — золотой горой.
Гора символизирует уверенность, устойчивость, неизменность, нерушимость.
Золото символизирует прочность, величие, интеллект, великодушие, богатство.
Чёрный цвет символизирует благоразумие, мудрость, скромность, честность и вечность бытия.
Зелёное дерево — символ роста, жизненной силы, духовности. Молодое дерево на фоне горы аллегорически означает почитание предков и память о них, показывая, тем самым, связь времён.
Зелёный цвет символ изобилия, жизни и возрождения.
Серебро в геральдике — символ чистоты, мудрости, благородства, мира, взаимосотрудничества.

## История герба города Печоры

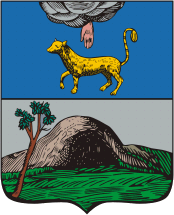
Герб Печоры (1781 год)

Исторический герб города Печоры Псковской губернии был Высочайше утверждён 9 декабря 1782 года императрицей Екатериной II (ПСЗРИ, 1781, Закон № 15622).

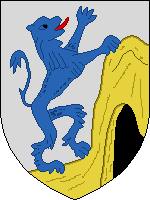
Герб Петсери (1937 год)

Герб уезда Петсери (1937 год)

Подлинное описание герба гласило:

«Въ 1-й части щита, въ голубомъ полѣ барсъ и надъ нимъ изъ облакъ выходящая рука. Сіе внесено для того, что оный городъ принадлежитъ Псковском Намѣстничеству.

Во 2-й части щита, въ серебряномъ полѣ, изъ камня, называемаго Печера, изображена гора, въ которой видна пещера, каковыя в томъ мѣстѣ дѣйствительно и существуютъ».
В 1861 году, в период геральдической реформы Кёне, был разработан проект нового герба уездного города Печоры (официально не утверждён):«В серебряном щите чёрная пещера, сопровождаемая червлёным крестом. В вольной части герб Псковской губернии. Щит увенчан червлёной стенчатой короной и окружён золотыми колосьями, соединёнными Александровской лентой».
В 1920 году в соответствии с условиями Тартуского мирного договора город вошёл в состав Эстонии и именовался Петсери (до 1945 года).
Эстонский герб Петсери имел следующий вид: в серебряном щите на золотой оконечности лазоревый с червлёным языком лев, стоящий на задних лапах и опирающийся правой передней лапой на золотую скалу слева, имеющую чёрную пещеру.
Герб Петсери в настоящее время можно увидеть на памятнике в посёлке Вярска. Памятник Освободительной войне изначально должен был стоять в Печорах, но его строительство не было завершено.
5 февраля 1937 года президентом Эстонии Константином Пятсом был утверждён герб уезда Петсери: в лазоревом щите золотой каннель с пятью струнами.
Ныне действующий герб города Печоры и Печорского района был разработан при содействии Союза геральдистов России и утверждён в 2004 году.
Авторы реконструкции исторического герба Печоры: идея — Константин Моченов (Химки); художник — Роберт Маланичев (Москва); обоснование символики — Галина Туник (Москва); компьютерный дизайн — Оксана Афанасьева (Москва).
28 сентября 2021 года решением Собрания депутатов Печорского района № 5 Печорский район получил свой собственный герб и флаг, отличный от города Печоры.